# Hasanşeyh
Hasanşeyh (früher Hasangazi) ist eine Kleinstadt im Landkreis Reşadiye der türkischen Provinz Tokat. Hasanşeyh liegt etwa 111 km nordöstlich der Provinzhauptstadt Tokat und 20 km nordöstlich von Reşadiye. Hasanşeyh hatte laut der letzten Volkszählung 2.581 Einwohner (Stand Ende Dezember 2010).